# Pyjamashjältarna
Pyjamashjältarna (engelska PJ Masks) är en brittisk-fransk animerad TV-serie producerad av Entertainment One, Frog Box och TeamTO. Serien är baserad på bokserien Les Pyjamasques av den franska författaren Romuald Racioppo. Serien hade premiär på Disney Junior i USA den 18 september 2015. I Sverige sändes det också på Disney Junior den 24 oktober 2016. En andra säsong kommer att sändas 2018. Serien har också sänts på SVT Barn.

## Handling
Tre 6-åringar Oscar, Amanda och Jens är grannar, klasskamrater och vänner under dagen. Men på natten förvandlas de till Pyjamashjältarna Kattpojken, Ugglis och Gecko. Tillsammans slåss de mot brott samtidigt som de lär sig värdefulla lärdomar.

## Figurer

### Pyjamashjältarna
- Oscar/Kattpojken (Connor/Catboy)
- Amanda/Ugglis (Amaya/Owlette)
- Jens/Gecko (Greg/Gekko)

### Skurkar
- Måntjejen (Luna Girl)
- Nattninjan (Night Ninja)
- Romeo

## Avsnitt
| Nr | Titel                            | Regissör          | Författare     | Första sändningsdatum i USA | Första sändningsdatum i Sverige | Tittare (miljoner) |
| -- | -------------------------------- | ----------------- | -------------- | --------------------------- | ------------------------------- | ------------------ |
| 1a | "Blame It on the Train, Owlette" | Christian De Vita | Sasha Paladino | 18 september 2015           | 24 oktober 2016                 | 0,89               |
| 1b | "Catboy's Cloudy Crisis"         | Christian De Vita | Lisa Akhurst   | 18 september 2015           | 24 oktober 2016                 | 0,89               |